# Embrace of the Vampire
Embrace of the Vampire is een Amerikaanse film uit 1994 van Anne Goursaud. De film is ook bekend als onderdeel van The Vampire Chronicles (ook wel The Nosferatu Diaries) waar de film Interview with the Vampire ook deel van uitmaakt. De hoofdrollen zijn voor Alyssa Milano, Martin Kemp en Jennifer Tilly.
Veel mensen bekritiseerden de film en meenden dat Alyssa Milano met deze film haar imago als "goed meisje" probeerde kwijt te raken. Velen meden hierdoor de film.

## Verhaal
Om te voorkomen dat de Vampier (Martin Kemp) in een eeuwige graf belandt moet hij zuivere bloed tot zich nemen. De Vampier heeft daarom zijn zinnen gezet op de sexy maagd Charlotte Wells (Alyssa Milano). Hij probeert op allerlei manieren haar te verleiden. Hij bezoekt haar onder andere in haar dromen. Nadat hij Charlotte een oud Egyptisch talisman heeft gegeven wekt die lang verborgen verlangens in haar op.

## Rolverdeling
| Acteur                   | Personage       | Opmerkingen |
| ------------------------ | --------------- | ----------- |
| Hoofdrollen              |                 |             |
| Alyssa Milano            | Charlotte Wells |             |
| Martin Kemp              | Vampier         |             |
| Bijrollen                |                 |             |
| Rebecca Ferratti         | Prinses         |             |
| Glori Gold               | Nimf I          |             |
| Seana "Shawna" Ryan      | Nimf II         |             |
| Sabrina Allen            | Nimf III        |             |
| Harold "Harrison" Pruett | Chris           |             |
| Jennifer Tilly           | Marika          |             |
| Charlotte Lewis          | Sarah           |             |
| Jordan Ladd              | Eliza           |             |
| Rachel True              | Nicole          |             |
| Robbin Julien            | Rob             |             |
| Christopher Utesch       | Guy in Hallway  |             |
| David Portlock           | Peter           |             |
| Gregg Vance              | Jonathan        |             |
| John Riedlinger          | Milo            |             |
| Ladd Vance               | Mark            |             |
| Lynn Philip Seibel       | Professor       |             |

## Trivia
- Regisseur Goursaud dacht na het monteren van Bram Stoker's Dracula met deze film het succes te overtreffen.

In deze film vallen in de naaktscènes de erg grote tepelhoven van Alyssa Milano op.